# Cubul Bedlam

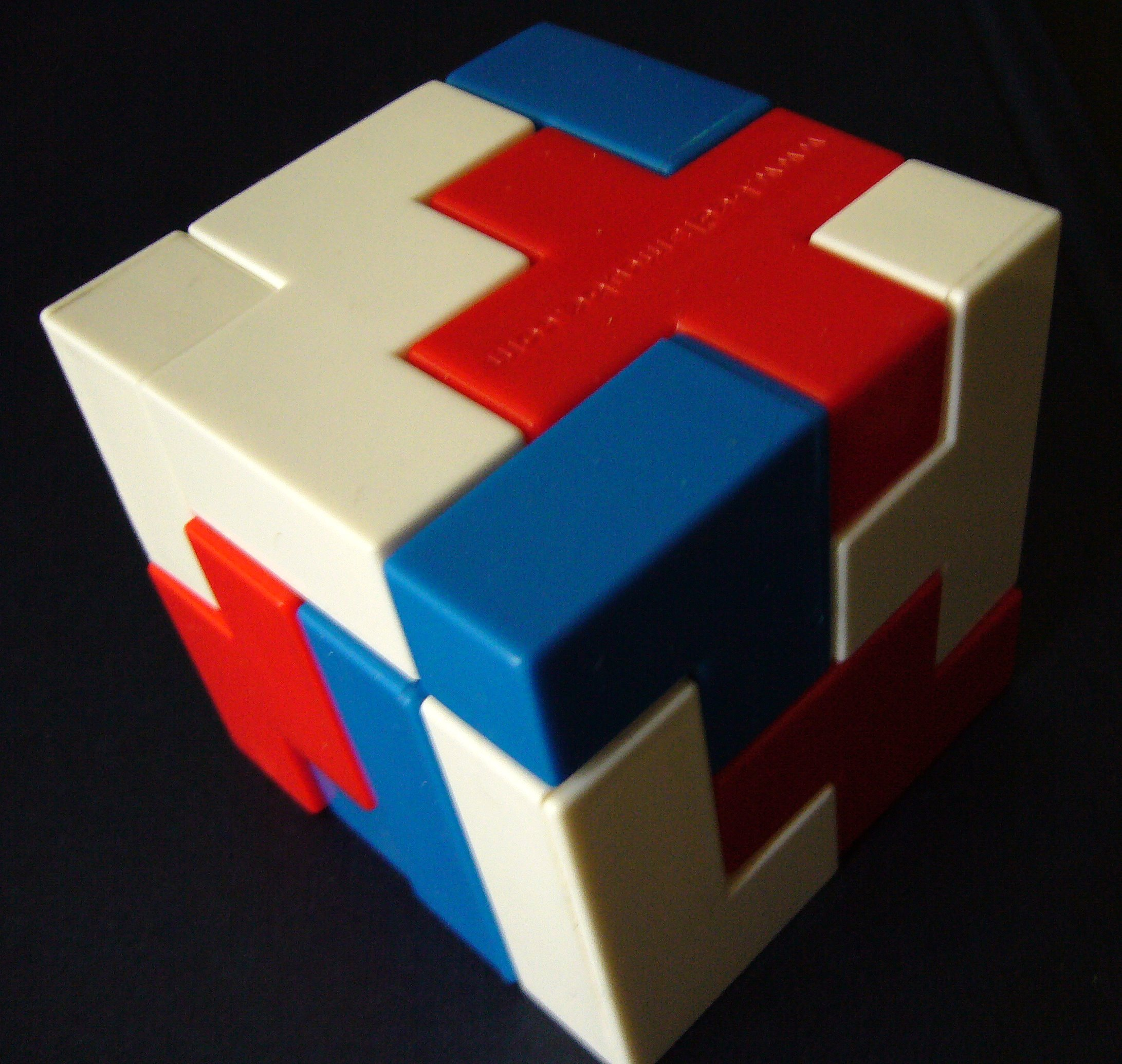
Cubul Bedlam

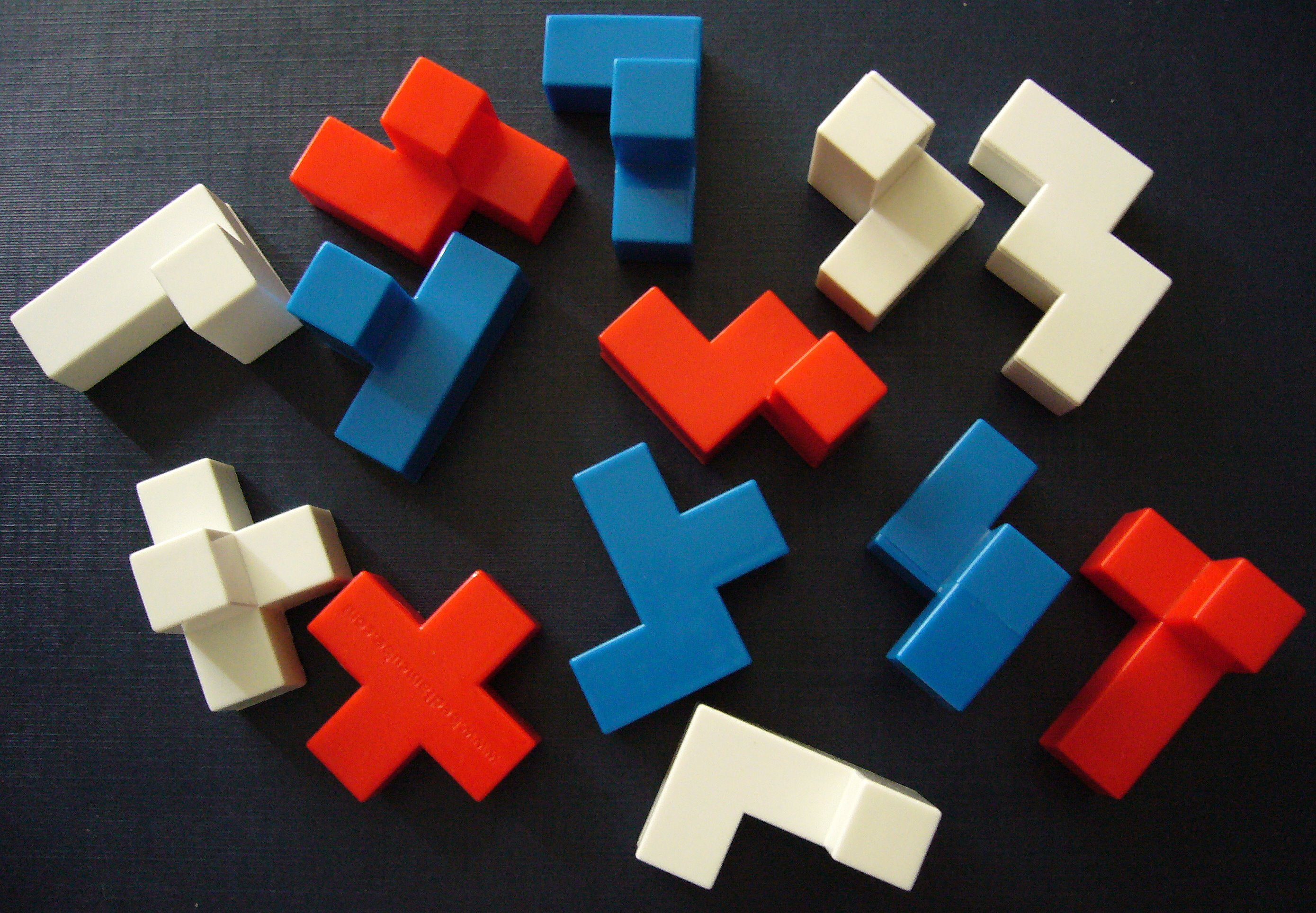
Elementele cubului Bedlam

A solution to the Bedlam cube puzzle

Cubul Bedlam este un joc mecanic tridimensional de tip puzzle, inventat de expertul britanic în puzzle-uri Bruce Bedlam.

## Construcție
Jocul constă din treisprezece piese de tip policub: douăsprezece pentacuburi și un tetracub. Obiectivul este de a asambla aceste piese într-un cub de 4 × 4 × 4. Există 19186 modalități distincte de a face acest lucru, fără a socoti rotațiile și reflexiile.
Cubul Bedlam este mai mare cu o unitate pe fiecare parte decât cubul Soma (3 × 3 × 3) și este mult mai dificil de rezolvat.

## Istoric
Doi dintre „dragonii” BBC de la Dragons' Den, Rachel Elnaugh și Theo Paphitis, urmau să investească în cubul Bedlam în timpul celei de a doua serii. Au oferit 100 000 de lire sterline pentru o cotă de 30 % din capitalul propriu în Bedlam Puzzles. Danny Bamping (antreprenorul car se ocupa de cubul Bedlam) a ales în cele din urmă să facă un împrumut bancar în locul investiției, așa cum se vede în episodul relevant „Where Are They Now” (în română Unde sunt ei acum) din Dragons' Den.

## Recorduri
Conform lui Guinness World Records, recordul mondial oficial la asamblarea cubului Bedlam este de 11,03 secunde și a fost obținut de Danny Bamping la 9 noiembrie 2006. Recordul în orb este de 27,21 secunde și a fost obținut de Aleksandr Iljasov la 25 februarie 2008.